# Lista de chefes de governo da Commonwealth
Os Chefes de Governo da Commonwealth (CHOG) é o nome coletivo para os líderes governamentais das nações integrantes da Commonwealth. Eles são convidados a participar das Reuniões de Chefes de Governo da Commonwealth a cada dois anos, com a maioria dos países sendo representados por seus chefes de governo ou chefes de Estado.

## Chefes atuais
| Membro da Commonwealth   | Chefe de governo           | Titular atual            | Desde                   | Retrato |
| ------------------------ | -------------------------- | ------------------------ | ----------------------- | ------- |
| África do Sul            | Presidente                 | Cyril Ramaphosa          | 14 de fevereiro de 2018 |         |
| Antígua e Barbuda        | Primeiro-ministro          | Gaston Browne            | 13 de junho de 2014     |         |
| Austrália                | Primeiro-ministro          | Anthony Albanese         | 23 de maio de 2022      |         |
| Bahamas                  | Primeiro-ministro          | Philip Davis             | 17 de setembro de 2021  |         |
| Bangladesh               | Primeira-ministra          | Sheikh Hasina            | 6 de janeiro de 2009    |         |
| Barbados                 | Primeira-ministra          | Mia Mottley              | 25 de maio de 2018      |         |
| Belize                   | Primeiro-ministro          | Johnny Briceño           | 12 de novembro de 2020  |         |
| Botswana                 | Presidente                 | Mokgweetsi Masisi        | 1 de abril de 2018      |         |
| Brunei                   | Sultão e Primeiro-ministro | Hassanal Bolkiah         | 1 de janeiro de 1984    |         |
| Camarões                 | Presidente                 | Paul Biya                | 6 de novembro de 1982   |         |
| Canadá                   | Primeiro-ministro          | Justin Trudeau           | 4 de novembro de 2015   |         |
| Chipre                   | Presidente                 | Nicos Anastasiades       | 28 de fevereiro de 2013 |         |
| Dominica                 | Primeiro-ministro          | Roosevelt Skerrit        | 8 de janeiro de 2004    |         |
| Essuatíni                | Primeiro-ministro          | Cleopas Dlamini          | 19 de julho de 2021     |         |
| Fiji                     | Primeiro-ministro          | Frank Bainimarama        | 5 de janeiro de 2007    |         |
| Gabão                    | Presidente                 | Ali Bongo                | 16 de outubro de 2009   |         |
| Gâmbia                   | Presidente                 | Adama Barrow             | 17 de janeiro de 2017   |         |
| Gana                     | Presidente                 | Nana Akufo-Addo          | 7 de janeiro de 2017    |         |
| Granada                  | Primeiro-ministro          | Dickon Mitchell          | 24 de junho de 2022     |         |
| Guiana                   | Presidente                 | Irfaan Ali               | 2 de agosto de 2020     |         |
| Ilhas Salomão            | Primeiro-ministro          | Manasseh Sogavare        | 24 de abril de 2019     |         |
| Índia                    | Primeiro-ministro          | Narendra Modi            | 26 de maio de 2014      |         |
| Jamaica                  | Primeiro-ministro          | Andrew Holness           | 3 de março de 2016      |         |
| Kiribati                 | Presidente                 | Taneti Maamau            | 11 de março de 2016     |         |
| Lesoto                   | Primeiro-ministro          | Moeketsi Majoro          | 20 de maio de 2020      |         |
| Malásia                  | Primeiro-ministro          | Ismail Sabri Yaakob      | 21 de agosto de 2021    |         |
| Malawi                   | Presidente                 | Lazarus Chakwera         | 28 de junho de 2020     |         |
| Maldivas                 | Presidente                 | Ibrahim Mohamed Solih    | 17 de novembro de 2018  |         |
| Malta                    | Primeiro-ministro          | Robert Abela             | 13 de janeiro de 2020   |         |
| Ilhas Maurícias          | Primeiro-ministro          | Pravind Jugnauth         | 23 de janeiro de 2017   |         |
| Moçambique               | Presidente                 | Filipe Nyusi             | 15 de janeiro de 2015   |         |
| Namíbia                  | Presidente                 | Hage Geingob             | 21 de março de 2015     |         |
| Nauru                    | Presidente                 | Lionel Aingimea          | 27 de agosto de 2019    |         |
| Nigéria                  | Presidente                 | Muhammadu Buhari         | 29 de maio de 2015      |         |
| Nova Zelândia            | Primeira-ministra          | Jacinda Ardern           | 26 de outubro de 2017   |         |
| Papua-Nova Guiné         | Primeiro-ministro          | James Marape             | 30 de maio de 2019      |         |
| Paquistão                | Primeiro-ministro          | Shehbaz Sharif           | 11 de abril de 2022     |         |
| Quênia                   | Presidente                 | Uhuru Kenyatta           | 9 de abril de 2013      |         |
| Reino Unido              | Primeiro-ministro          | Rishi Sunak              | 25 de outubro de 2022   |         |
| Ruanda                   | Presidente                 | Paul Kagame              | 22 de abril de 2000     |         |
| Samoa                    | Primeira-ministra          | Naomi Mataʻafa           | 24 de maio de 2021      |         |
| Santa Lúcia              | Primeiro-ministro          | Philip Pierre            | 27 de julho de 2021     |         |
| São Cristóvão e Neves    | Primeiro-ministro          | Terrance Drew            | 6 de agosto de 2022     |         |
| São Vicente e Granadinas | Primeiro-ministro          | Ralph Gonsalves          | 28 de março de 2001     |         |
| Seicheles                | Presidente                 | Wavel Ramkalawan         | 26 de outubro de 2020   |         |
| Serra Leoa               | Presidente                 | Julius Maada Bio         | 4 de abril de 2018      |         |
| Singapura                | Primeiro-ministro          | Lee Hsien Loong          | 12 de agosto de 2004    |         |
| Sri Lanka                | Presidente                 | Anura Kumara Dissanayake | 23 de setembro de 2024  |         |
| Tanzânia                 | Presidente                 | Samia Suluhu             | 19 de março de 2021     |         |
| Togo                     | Presidente                 | Faure Gnassingbé         | 4 de maio de 2005       |         |
| Tonga                    | Primeiro-ministro          | Siaosi Sovaleni          | 27 de dezembro de 2021  |         |
| Trinidad e Tobago        | Primeiro-ministro          | Keith Rowley             | 9 de setembro de 2015   |         |
| Tuvalu                   | Primeiro-ministro          | Kausea Natano            | 19 de setembro de 2019  |         |
| Uganda                   | Presidente                 | Yoweri Museveni          | 29 de janeiro de 1986   |         |
| Vanuatu                  | Primeiro-ministro          | Bob Loughman             | 20 de abril de 2020     |         |
| Zâmbia                   | Presidente                 | Hakainde Hichilema       | 24 de agosto de 2021    |         |